# Rondo 1
Rondo 1 est un gratte-ciel situé dans le quartier de Śródmieście à Varsovie (Pologne). Il comporte 40 étages et s'élève à 159 m (192 m avec son antenne), pour une superficie totale de 70 000 m2. En polonais, rondo signifie rond-point : le nom de l’immeuble lui vient donc simplement de son adresse, 1 rond-point de l’ONU (en polonais : Rondo ONZ 1).
Sa construction a commencé en 2003 et le bâtiment a été ouvert le 7 mars 2006.
Les architectes sont l'agence américaine Skidmore, Owings and Merrill et l'agence Epstein.
C'est l'un des plus grands bâtiments entre Aleja Jana Pawła II, Ulica Świętokrzyska, Ulica Emilii Plater (pl) et la gare centrale de Varsovie, après le Warsaw Financial Center, construit en 1998, et l'InterContinental Warszawa construit en 2003.